# カスパル・シャムベルゲル

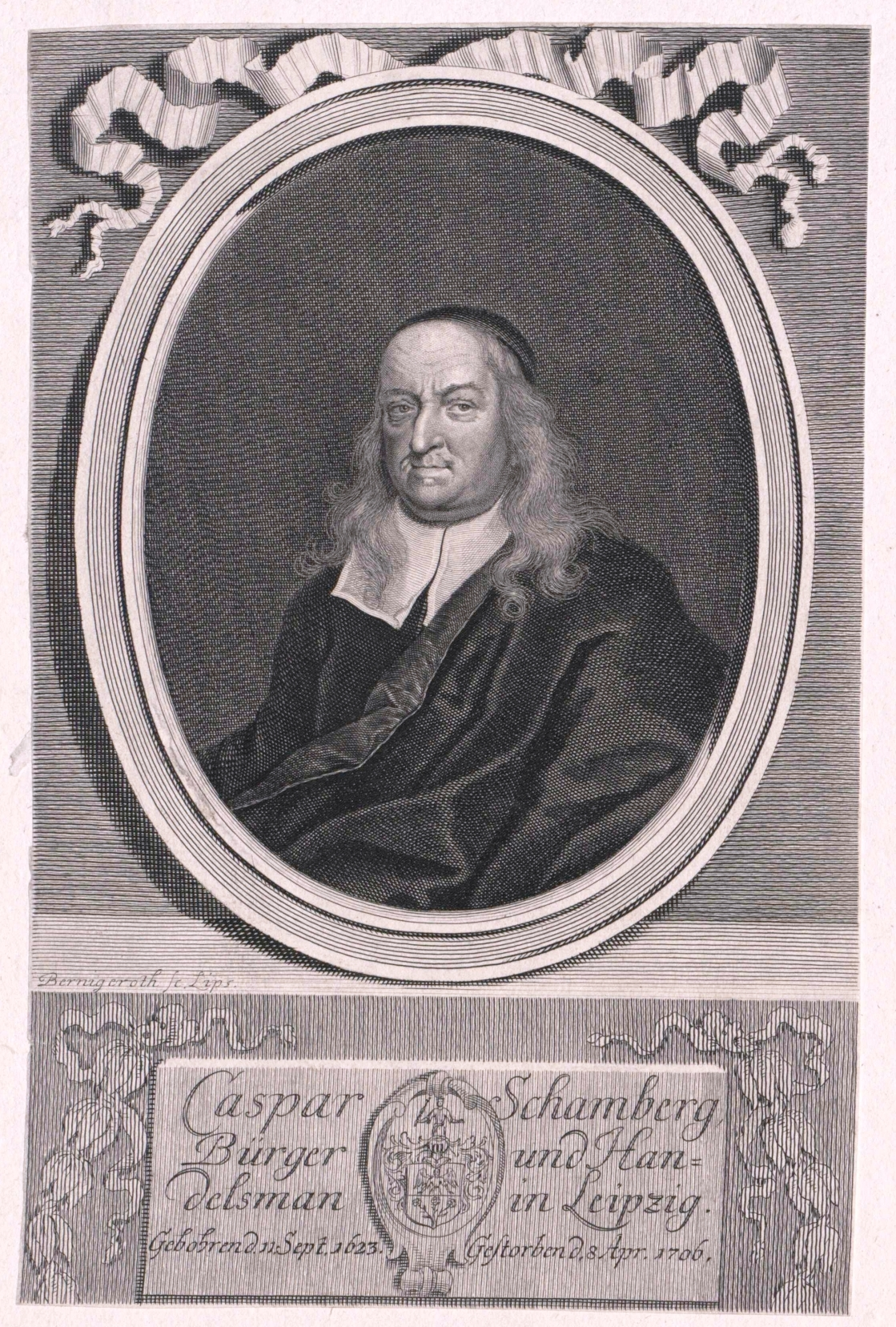
晩年のシャムベルゲル

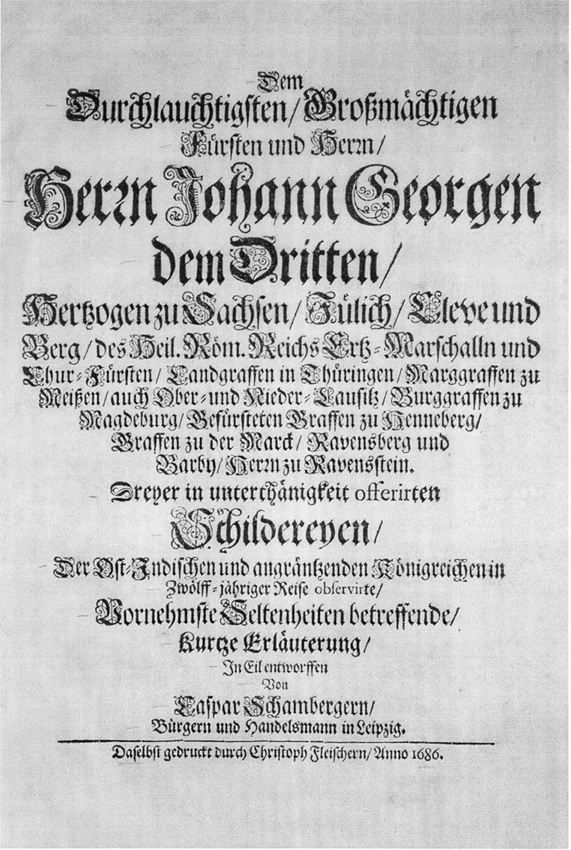
シャムベルゲルが1686年に出版した著作『東インドと隣接諸王国における珍奇なものに関する略説』

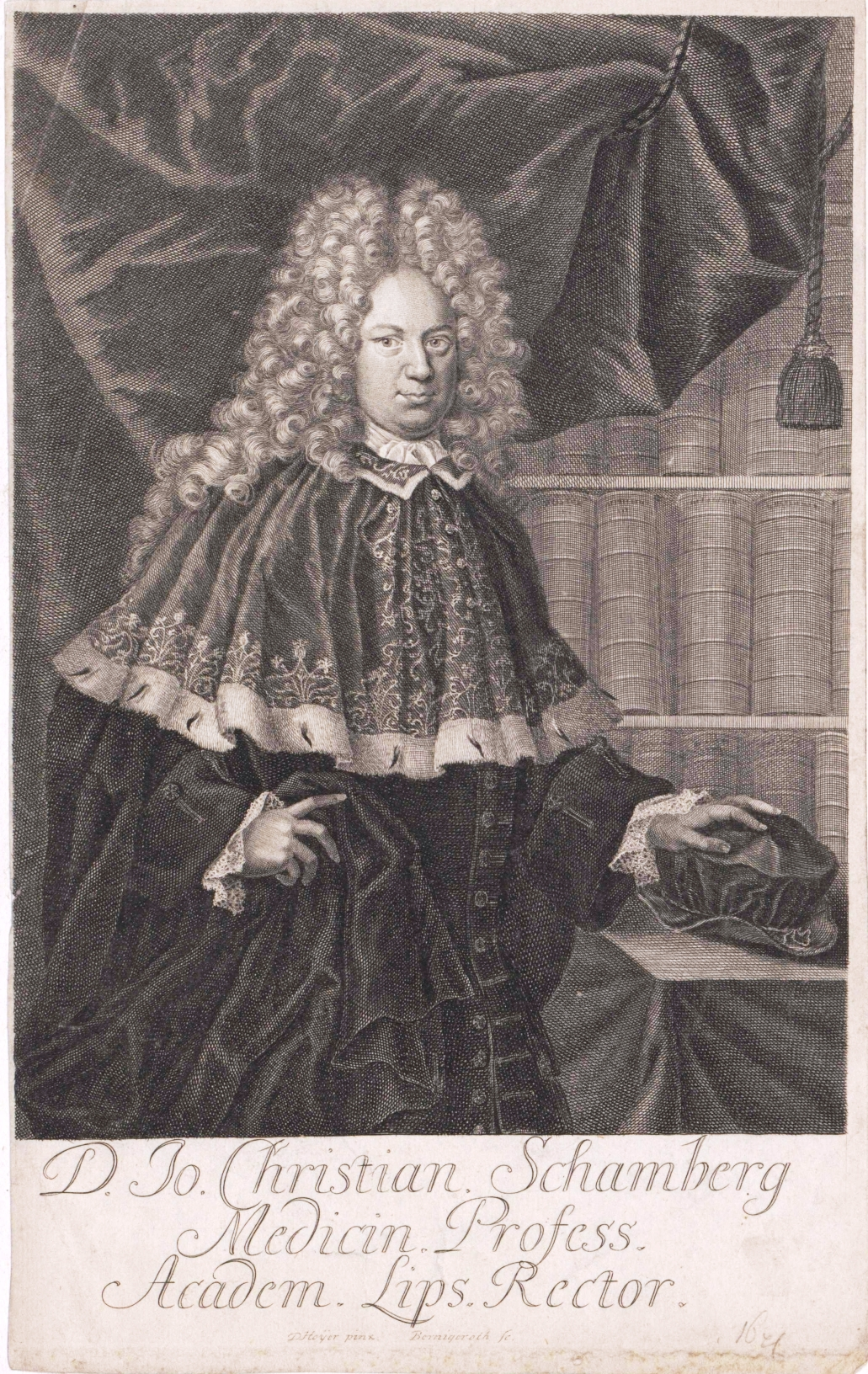
ライプツィヒ大学の解剖教室（Theatrum Anatomicum）を設立したヨーハン・クリスティアン・シャムベルグ

カスパル・シャムベルゲル（独: Caspar Schamberger、1623年9月11日 - 1706年4月8日）は、ドイツ人の外科医及び商人。1649年から1651年に日本に滞在し、蘭方医学の史上初の流派の祖となった（「カスパル流外科」）。

## 経歴

### 来日まで
シャムベルゲルは1623年9月11日にライプツィヒに生まれた。1637年から3年間外科医ギルドで外科学を学び、1640年に外科医の資格を与えられた。その後、中欧各地で修行をつみ、1643年にオランダ東インド会社の外科医採用試験に合格した。その年の10月24日にバタヴィアに向けてヨーロッパを後にしたが、喜望峰近くで船が難破したため、バタヴィアに到着したのは翌1644年7月31日であった。その後数年間は船医として勤務し、1646年にバタヴィアに戻った。

### 日本
1649年8月7日、シャムベルゲルは新オランダ商館長のアントニオ・ファン・ブロウクホルスト（Anthonio van Brouckhorst）と共に、長崎出島に到着した。ここで4人の日本人医師に外科の授業を行ったが、シャムベルゲルは「自身に対する試験である」と考えていた。この年は、ブレスケンス号事件に対する寛大な処置に対して謝意を表すため、特使フリシウス（Andries Friese/Frisius）が江戸に派遣されることとなっていた。シャムベルゲルもこの一行に加わり、11月25日に江戸に向けて長崎を出発した。
一行は12月31日に江戸に到着したが、徳川家光が病床にあったためしばらく拝謁はできなかった。到着の3週間後に、シャムベルゲルと砲術士官のユリアン・スヘーデル（Juriaen Schedel）ら4人は、特使一行が長崎に帰ってもしばらく江戸に滞在するように伝えられた。1650年2月6日、長崎奉行馬場利重の祐筆が腕を負傷し、これをシャムベルゲルが治療した。さらに2月10日に小田原藩主稲葉正則（後に老中）を診察した。稲葉はこの治療に感銘し、後に侍医をオランダ人外科医の下で学ばせている。これが評判を呼び、シャムベルゲルはあちこちに診察に呼ばれるようになった。この間に大目付井上政重の侍医「トーサク（藤作?）」の治療を実施している。シャムベルゲルの江戸滞在中の費用は幕府が負担していたが、往診用に2台の駕籠を購入している。
結局シャムベルゲルらは10月15日まで江戸に滞在していた。帰郷の許可が下りたのは、スヘーデルが実施した臼砲を使用した攻城演習が終わったからと思われる。シャムベルゲルらは11月14日に長崎に戻ったが、10日後には再び新館長のピーテル・ステルテミウスと共に江戸に向かい、1651年1月5日に到着した。ステルテミウスはシャムベルゲルの到着をさっそく井上政重に報告したが、シャムベルゲルを気に入っていた井上は翌日に招待した。江戸に滞在中、シャムベルゲルはたびたび大目付井上筑後守の屋敷を訪ねている。4月1日に江戸を出発し、5月3日に長崎に戻った。11月1日に長崎を離れ、バタヴィアに向かった。

### 帰国後
帰国後、1658年11月8日にライプツィヒの市民権を得た。ライプツィヒでは医師として開業はせず、商人として成功し、上流階級の一員として1706年4月8日に死亡した。長男のヨーハン・クリスティアン（Johann Christian Schamberg[er], 1667 - 1706）は医学部長及び学長として新型解剖教室の設立などによりライプツィヒ大学の発展に大いに貢献した。

## カスパル流外科

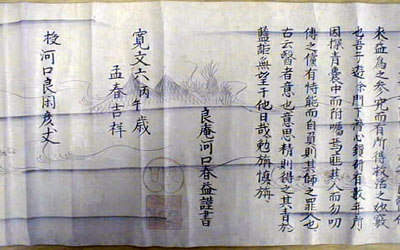
河口良庵が養子の了閑に与えた「カスパル流免許状」寛文6年（1666年）。河口家歴史資料（古河歴史博物館保管）

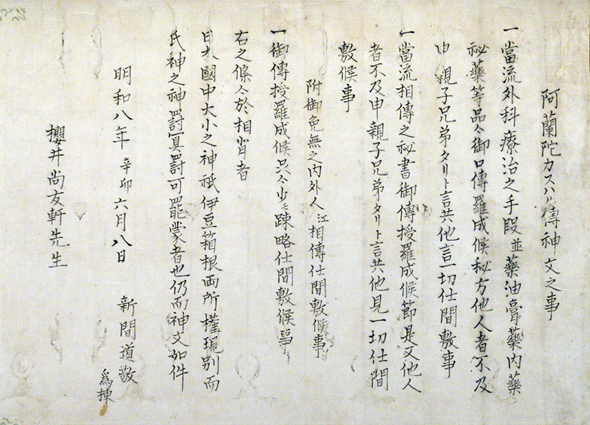
カスパル伝神文。明和8年（1771年）（個人蔵）

シャムベルゲルの治療は上層部において西洋外科術に対する関心を呼び起こし、紅毛流外科の誕生につながった。シャルムベルゲルの日本滞在は2年に過ぎず、また江戸と長崎の双方で治療活動を行っていたため、本格的に弟子を教えることはできなかったと思われる。しかしながら、数名の人物は直接シャムベルゲルから学び、その教えをカスパル流外科術として後世に残した。
シャムベルゲルから直接学んだ可能性がある人物としては、出島の通詞で後に医師となった猪俣伝兵衛、井上の侍医「トーサク」、河口良庵、西吉兵衛（玄甫）などがあげられ、また治療と教授の場に立ち会う出島の通詞の中から猪俣のほかに、本木庄太夫、楢林鎮山など西洋医学を志す者も現れた。
1651年から東インド会社は医薬品、医書、道具などの注文を継続的に受け、歴代の商館医は長崎と江戸で外科術の教授を行うようになった。
カスパル流は名目上はその後200年近く続いた。華岡青洲もカスパル流外科術を学んだ一人である。

## 参考資料
- Wolfgang Michel: Von Leipzig nach Japan - Der Chirurg und Handelsmann Caspar Schamberger（1623-1706）. Iudicium Verlag, München 1999. ISBN 3-89129-442-5
- ヴォルフガング・ミヒェル「日本におけるカスパル・シャムベルゲルの活動について」日本医史学雑誌 || 41（1） || p3 - 28
- ヴォルフガング・ミヒェル「カスパル・シャムベルゲルとカスパル流外科（I）」日本医史学雑誌 || 42（3） || p41 - 65
- ヴォルフガング・ミヒェル「カスパル・シャムベルゲルとカスパル流外科（II）」日本医史学雑誌 || 42（4） || p23 - 48
- ヴォルフガング・ミヒェル「慶安三、四年の日本における出島商館医シャムベルゲルの活動及び初期カスパル流外科について」言語文化叢書 || 18
- ヴォルフガング・ミヒェル「出島蘭館医カスパル ・シャムベルゲルの生涯について」日本医史学雑誌 || 36（3） || p1 - 10
- Wolfgang Michel: »Der Ost-Indischen und angrenzenden Königreiche, vornehmste Seltenheiten betreffende kurze Erläuterung« -- Neue Funde zum Leben und Werk des Leipziger Chirurgen und Handelsmanns Caspar Schamberger（1623-1706） Kyushu University, The Faculty of Languages and Cultures Library, No 1. Fukuoka: Hana-Shoin, 2010.（ISBN 978-4-903554-71-6） ［外科医・商人カスパル・シャムベルゲルに関する新資料］ 九州大学附属図書館コレクション